# (213771) Johndee
(213771) Johndee est un astéroïde de la ceinture principale.

## Description
(213771) Johndee est un astéroïde de la ceinture principale. Il fut découvert le 27 février 2003 à l'Observatoire Kleť par le projet KLENOT. Il présente une orbite caractérisée par un demi-grand axe de 3,16 UA, une excentricité de 0,15 et une inclinaison de 1,5° par rapport à l'écliptique.

## Compléments